# Villanova Solaro
Villanova Solaro é uma comuna italiana da região do Piemonte, província de Cuneo, com cerca de 782 habitantes. Estende-se por uma área de 14,78 km², tendo uma densidade populacional de 52,9 hab/km². Faz fronteira com Moretta, Murello, Ruffia, Scarnafigi, Torre San Giorgio.

## Demografia
| Variação demográfica do município entre 1861 e 2011                               |
|                                                                                   |
| Fonte: Istituto Nazionale di Statistica (ISTAT) - Elaboração gráfica da Wikipedia |